# Partick Thistle Football Club 2015-2016
Questa voce raccoglie le informazioni riguardanti il Partick Thistle Football Club nelle competizioni ufficiali della stagione 2015-2016.

## Rosa
| N. |                        | Ruolo | Calciatore             |
| -- | ---------------------- | ----- | ---------------------- |
| 1  | Rep. Ceca (bandiera)   | P     | Tomáš Černý            |
| 2  | Scozia (bandiera)      | D     | Gary Miller            |
| 3  | Inghilterra (bandiera) | D     | Danny Seaborne         |
| 4  | Scozia (bandiera)      | C     | Sean Welsh             |
| 5  | Scozia (bandiera)      | D     | Callum Booth           |
| 6  | Ghana (bandiera)       | C     | Abdul Osman (capitano) |
| 7  | Inghilterra (bandiera) | C     | David Amoo             |
| 8  | Scozia (bandiera)      | C     | Stuart Bannigan        |
| 9  | Scozia (bandiera)      | A     | Kris Doolan            |
| 10 | Scozia (bandiera)      | C     | Ryan Stevenson         |
| 11 | Scozia (bandiera)      | C     | Steven Lawless         |
| 12 | Scozia (bandiera)      | P     | Ryan Scully            |
| 13 | Belgio (bandiera)      | D     | Frédéric Frans         |

| N. |                         | Ruolo | Calciatore       |
| -- | ----------------------- | ----- | ---------------- |
| 14 | Inghilterra (bandiera)  | A     | Christie Elliot  |
| 15 | Sierra Leone (bandiera) | D     | Mustapha Dumbuya |
| 17 | Scozia (bandiera)       | D     | Liam Lindsay     |
| 18 | Scozia (bandiera)       | C     | David Wilson     |
| 19 | Scozia (bandiera)       | D     | Jack Hendry      |
| 19 | Australia (bandiera)    | C     | Ryan Edwards     |
| 20 | Scozia (bandiera)       | C     | Declan McDaid    |
| 22 | Scozia (bandiera)       | C     | Gary Fraser      |
| 23 | Scozia (bandiera)       | C     | Robbie Muirhead  |
| 27 | Scozia (bandiera)       | A     | Kevin Nisbet     |
| 35 | Scozia (bandiera)       | P     | Paul Gallacher   |
| 99 | Guinea (bandiera)       | A     | Mathias Pogba    |